# علم الكويت
رفع العلم الوطني لدولة الكويت في 24 نوفمبر 1961 بعد إعلان الاستقلال عن بريطانيا في 19 يونيو 1961 وصمم شكل العلم الكويتي الحالي على شكل مستطيل أفقي بحيث يكون طوله يساوي ضعفي عرضه، وهو مقسم إلى ثلاثة أقسام أفقية متساوية ملونة، أعلاها الأخضر ومركزها الأبيض وأسفلها الأحمر، ويحتوي على شبه منحرف أسود قاعدته الكبرى جهة السارية ومساوية لعرض العلم والقاعدة الصغرى مساوية لعرض اللون الأبيض وارتفاعه يساوي ربع طول العلم ، والألوان الأربعة التي يتكون منها العلم الكويتي قد استوحيت من بيت شعر عربي لصفي الدين الحلي.

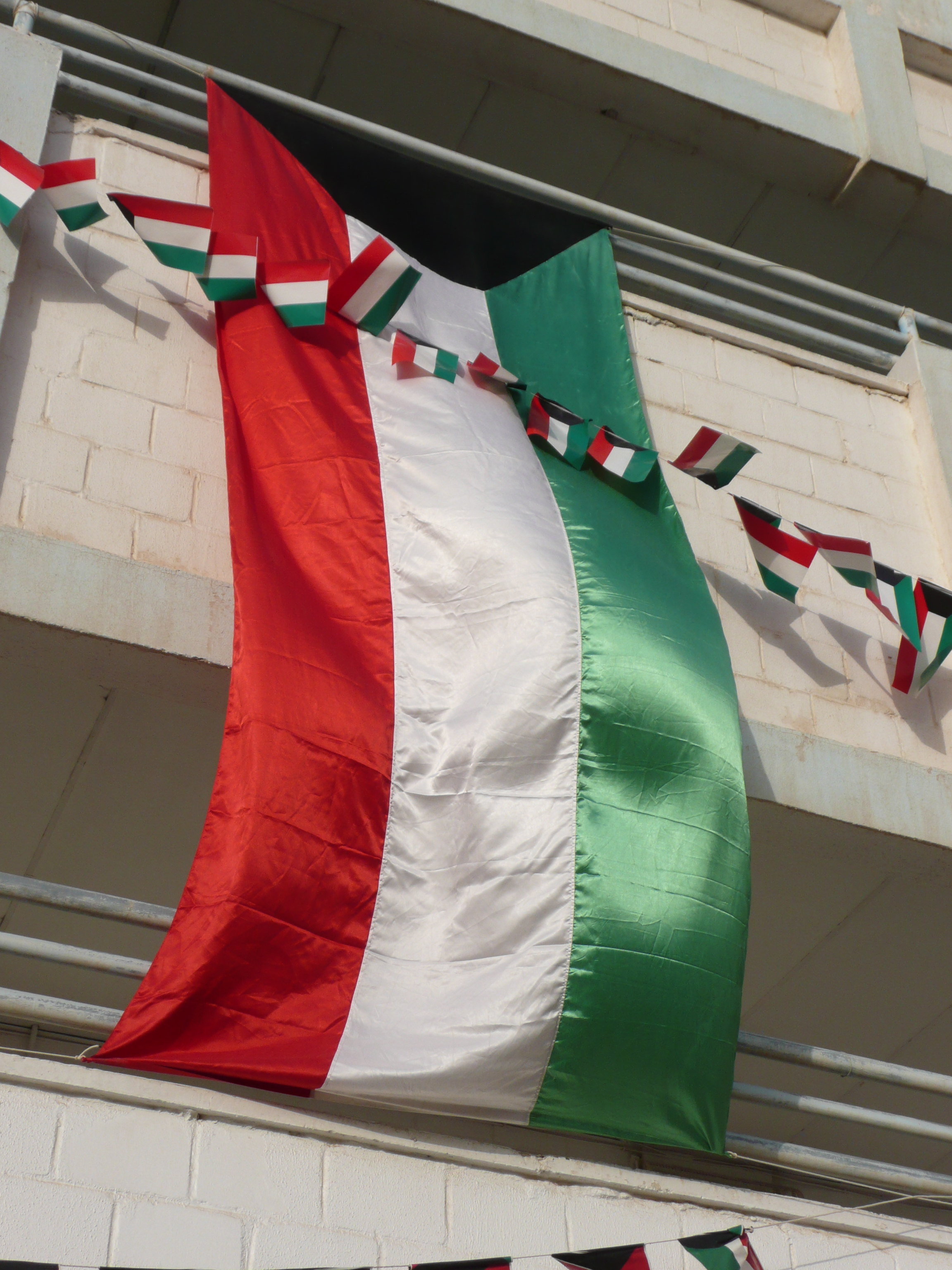
علم الكويت معلق على مبنى مدرسة من مدارس الكويت في يوم العيد الوطني

في 14 مايو 1963، قام وزير الخارجية الكويتي آنذاك الشيخ صباح الأحمد الصباح برفع العلم الكويتي أمام مبنى الأمم المتحدة بعد انضمام الكويت للأمم المتحدة ، وكان الشيخ صباح الأحمد الصباح قد شارك في الجلسة الخاصة للجمعية العامة للأمم المتحدة التي وافقت على انضمام الكويت للمنظمة.

## التاريخ

### أول علم تم رفعه
عندما استقر العتوب في الكويت، كانت السفن الكويتية ترفع علماً شائعا في سواحل الخليج العربي الغربية، وهو علم أحمر مضافاً إليه بالقرب من السارية شريط أبيض مسنن يشابه علم البحرين الحالي وكان يسمى باسم العلم السليمي، وقد رفع هذا العلم في حكم الشيخ صباح بن جابر في عام 1762 حتى عام 1871.

### العلم العثماني

العلم العثماني

رفعت إمارات الخليج العربي العلم العثماني كعلم إسلامي للخلافة، وحتى الحكومات التي لم تخضع للحكم العثماني مثل الكويت كانت ترفع العلم العثماني كعلم للخلافة الإسلامية، وكان الشيخ عبد الله بن صباح الصباح في زيارة لبغداد للتفاوض بخصوص بعض المزارع التي كانت ملك لوالده الشيخ صباح بن جابر، فتم إقناعه بضرورة رفع الراية العثمانية لحماية السفن الكويتية المبحرة إلى الموانئ العثمانية ، وقال الكولونيل بيلي بأن الشيخ صباح بن جابر كان يرفع العلم العثماني على السفن ليس خضوعا للدولة العثمانية بل تجنبا لدفع الجمارك العالية في ميناء مومباي لأن العلم العثماني كان يعني دفع جمارك أقل ، وتم رفع العلم لأول مرة في مايو 1871 عندما ساعدت الكويت الجيوش العثمانية على فتح الإحساء.

### التخلي عن العلم العثماني ورفع أول علم وطني
بعد معركة الصريف عام 1901 أراد الشيخ مبارك الصباح، أن يغير علم الكويت بأن يرفع له علم خاص مثل ابن رشيد والشيخ خزعل أمير المحمرة ليتخلى عن التبعية العثمانية  بعد ارتباطه باتفاقية الحماية البريطانية، إلا أن السلطات البريطانية رفضت في سبتمبر 1901 هذا النوع من أشكال الاستقلال المبكر، واقترحت على الشيخ مبارك بأن يرفع علم بريطانيا، ولكنه رفض، وفي عام 1903 زار اللورد كيرزون نائب ملك بريطانيا في الهند الكويت واستقبله الشيخ مبارك ورفع علماً أحمر اللون كتب عليه «توكلنا على الله»، وقد كان رفع هذا العلم خطوة ذكية، حيث أن الكويت كانت تحت الحماية البريطانية ولا يمكنها أن ترفع العلم العثماني لدى زيارة نائب الملك البريطاني في الهند إلى الكويت، وبعد إعلان الحماية البريطانية للكويت رسميا عندما أرسلت بريطانيا معتمدا رسميا في 5 أغسطس 1904، في يوليو 1905 اقترح المعتمد البريطاني على الكويت بأن تغير علمها، ورحب الشيخ مبارك بهذه الفكرة، ولكنه اشترط عدم التخلي عن العلم العثماني والاحتفاظ بالهلال والنجمة وإضافة كلمة كويت على العلم الحالي ، وقد وافق البريطانيون على الاحتفاظ بالعلم العثماني، ولكن يجب على السفن الكويتية بأن ترفع علم مكتوب عليه كلمة كويت ، وقد اقترحوا عليه أيضا بأن تتم كتابة كلمة كويت باللغة اللاتينية (Koweit) ، ومن الأسباب التي دعت إلى اقتراح كتابة كلمة كويت باللغة اللاتينية هو عدم معرفة الضباط الأوروبيين والبلجيكيين باللغة العربية، ولكن الشيخ مبارك كان رافضا لاستخدام الحروف اللاتينية لكتابة اسم الكويت، وفضل بأن تكون الكتابة باللغة العربية، وبعدها حذفت كلمة Koweit من العلم وتمت كتابة كويت بحجم أكبر، واقترح إعطاء الشيخ مبارك دستة أعلام قماش و 500 وثيقة في حزمتين ، وفي مارس 1906 خشي الشيخ مبارك بأن يسبب كتابة كلمة كويت باللغة اللاتينية مضايقة للسفن الكويتية في الموانئ العثمانية، وطالب الشيخ مبارك بأن تكون كلمة كويت مكتوبة باللغة العربية، ولم توافق بريطانيا على ذلك خشية بأن يعطيها العلم الوطني وضعا مستقلا، ولكنهم وافقوا بعد ذلك، ولكن الشيخ مبارك تراجع عن قراره في سبتمبر 1906 خشية حدوث مضايقات للسفن في الموانئ العثمانية.
استمرت الكويت في رفع العلم العثماني حتى 14 ديسمبر 1914 حينما استبدل بعلم كويتي حيث تم إزالة النجمة والهلال وإضافة كلمة الكويت للعلم.

### تغييرات على العلم
رفعت الكويت علما مثلثا في أيام حكم الشيخ أحمد الجابر الصباح، وكان العلم مثلث ولونه أحمر، ورفعه في عام 1940، وأمر الشيخ أحمد الجابر بأن يتم رفع العلم على سفن الغوص، وأول من رفعه هو راشد بن أحمد الرومي، وكان مثلثا يحمل مسننات شبيهة بعلم البحرين وأضاف له «لا إله إلا الله محمد رسول الله» بشكل رأسي نحو السارية، وفي مارس 1940 أضاف الشيخ أحمد الجابر وسم الصباح على العلم وهو البرثن، وهو شعار الحاكم.

### رفع أربعة أعلام في آن واحد
رفعت الكويت في فترة حكم الشيخ أحمد الجابر الصباح أربعة أعلام في آن واحد، اثنان منهما كانا مسننان، أحدهما كتب عليه لا إله إلا الله محمد رسول الله بخط الرقعة واسم الكويت بخط النسخ وشريط أبيض مسنن قرب السارية، والثاني كتب عليه اسم الكويت وهو مسنن بدون كتابة الشهادة، وعلمان مستطيلان، أحدهما كتب عليه الشهادة مع الشريط المسنن واسم الكويت، والآخر بشريط مسنن قرب السارية مع اسم الكويت.
وكان العلم المثلث قد استخدم حتى عام 1961، حيث كان العلم المثلث المكتوب عليه لا إله إلا الله محمد رسول الله وكلمة الكويت والبرثن يرفع على مديرية الأمن العام في جميع الأيام ما عدا أيام الجمعة والعطل الرسمية، ويرفع على قصر نايف في أيام الجمعة والعطل الرسمية، أما العلم المثلث المكتوب عليه كلمة الكويت فقط فإنه يرفع على كافة الدوائر الرسمية ما عدا قصر السيف والأمن العام ومراكز الحدود ولا يرفع في أيام الجمعة والعطل الرسمية، والعلم المثلث الثالث المكتوب عليه لا إله إلا الله محمد رسول وكلمة الكويت فإنه يرفع على جميع الدوائر الرسمية في يوم الجمعة والعطل والأعياد الرسمية ويرفع على قصر نايف ما عدا يوم الجمعة.
أما العلم المستطيل الذي فيه كلمة الكويت والبرثن ولا إله إلا الله محمد رسول الله فإنه يرفع على قصر السيف باستمرار وكان يرفع على دائرة البلدية عند عقد الجلسات في يوم الثلاثاء عندما كان الشيخ أحمد الجابر الصباح يترأس الجلسات في الفترة ما بين 1942 و1950، ويرفع على مديرية الأمن العام يوم الجمعة والعطل الرسمية، أما العلم المكتوب عليه كلمة الكويت، فإنه يرفع في المراكز الحدودية والجمارك، والعلم المستطيل الآخر المكتوب عليه كلمة الكويت ولا إله إلا الله محمد رسول الله فإنه يرفع في المناسبات والأعياد الرسمية فقط.

### العلم الكويتي بعد الاستقلال
قامت حكومة الكويت بعد الاستقلال بطرح مسابقة لتصميم العلم الكويت الجديد، ولم يفز أي من المواطنين بالمسابقة ، فتم إقرار القانون رقم 23 لسنة 1961 في شأن العلم الكويت في تاريخ 7 سبتمبر 1961، وكان القانون يتكون من خمسة مواد:
- المادة الأولى: يكون علم الكويت على شكل مستطيل أفقي طوله يساوي ضعفي عرضه، ويقسم إلى ثلاثة أقسام أفقية متساوية ملونة، أعلاها الأخضر فالأبيض فالأحمر، ويحتوي على شبه منحرف أسود قاعدته الكبرى جهة السارية ومساوية لعرض العلم والقاعدة الصغرى مساوية لعرض اللون الأبيض وارتفاعه يساوي ربع طول العلم.
- المادة الثانية: يرفع العلم على دور الحكومة في الكويت والأماكن الخاصة بإقامة أمير الكويت ودور السفارات والمفوضيات والقنصلية الكويتية في الخارج، وعلى السفن التي تحمل جنسية الكويت.
- المادة الثالثة: يجب رفع العلم على دور الحكومة في الأعياد الرسمية والمناسبات العامة وذلك من شروق الشمس إلى غروبها.
- المادة الرابعة: ينكس العلم برفعه إلى منتصف السارية في حالات إعلان الحداد الرسمي في البلاد، كما ينكس على دور السفارات والمفوضيات والقنصليات الكويتية في خارج البلاد في حالة إعلان الحداد الرسمي في البلاد الموجودة بها.
- المادة الخامسة: على رؤساء الدوائر كل فيما يخصه تنفيذ هذا القانون والعمل به ابتداء من 1 يناير 1962.

وفي يوم 18 نوفمبر 1961 تم إصدار القانون 31 لسنة 1961 بشأن تعديل بعض أحكام القانون رقم 23 لسنة 1961 حيث جاء في التعديلات:
- المادة الأولى: تضاف إلى المادة الثانية (ويجوز رفعة على المباني الخاصة في الأعياد والاحتفالات العامة والخاصة).
- المادة الثانية: تضاف إلى المادة الخامسة (مع عدم الإخلال بأية عقوبة أشد ينص عليها قانون الجزاء، يعاقب بالحبس مدة لا تزيد عن ثلاثة أشهر وبغرامة لا تزيد على عشرين دينارا أو بإحدى هاتين العقوبتين كل من رفع العلم الوطني على الأبنية الخاصة بصفة مستمرة أو استعمله كعلامة تجارية أو بقصد الإعلان أو رفع علما وطنيا ممزقا أو في حالة غير لائقة).
- المادة الثالثة: تعدل المادة الخامسة وتصبح المادة السادسة على الشكل التالي (على رؤساء الدوائر كل فيما يخصه تنفيذ هذا القانون ويعمل به اعتبارا من 24 نوفمبر 1961).

## ضوابط العلم
هنالك ضوابط يجب التحلي بها عند التعامل مع علم الكويت:
- عند عرض العلم على السارية في وسط الشارع، يجب أن يعلق رأسيا بحيث يكون اللون الأسود بالأعلى واللون الأخضر على جهة اليمين في جميع الاتجاهات.
- عند عرض علم دولة الكويت بجانب علم آخر، يجب أن يكون العلم الكويتي بالجانب الأيمن (يسار المشاهدين) وبشكل مائل وتكون سارية العلم مقابل العلم الآخر.
- عند تنكيس العلم، يجب أولا رفعه إلى قمة السارية للحظة ثم إنزاله إلى منتصفها، ثم يعاد رفعه إلى القمة قبل إنزاله في نهاية اليوم، بمعنى أنه في حالة التنكيس ينرل العلم إلى منتصف المسافة بين قمة وقاع السارية، ينكس العلم بأمر من سمو الأمير.
- عندما ترفرف أعلام محلية أخرى (مراكز، جمعيات، أندية) يجب أن يكون العلم الكويتي بالقمة، أما عندما ترفرف الأعلام الأخرى من سارية مجاورة فيرفع العلم الكويتي أولا ثم الأعلام الأخرى. لا يرفع أي علم فوق العلم الكويتي ولا إلى يمينه.
- عندما يعلق العلم الكويتي فوق رصيف المشاة، يثبت بحبل ممتد من مبنى إلى سارية على حافة الرصيف، فيجب أن يرفع العلم الكويتي ظاهراً للون الأسود في الأعلى واللون الأخضر في الجهة اليمنى للمشاهدين في جميع الجهات.
- عندما يستخدم العلم الكويتي لغطاء الكفن، يجب أن يكون اللون الأسود على الرأس واللون الأخضر على يمين المشاهد، ويراعى عدم نزول أطراف قماش العلم داخل القبر ولا يسمح له أن يلمس الأرض.
- عند عرض أعلام دولتين أو أكثر، يكون من سارية منفصلة وبنفس الارتفاع وتكون الأعلام بنفس الحجم، ويمنع الاستخدام الدولي عرض علم لدولة ما فوق دولة أخرى في حالة السلم.
- عند عرض العلم على سارية في مبنى عام، يجب أن يكون موقع العلم الكويتي في مكان بارز أمام الجمهور، أما في حالة عرضه على منصة، يجب أن يكون على يمين المتحدث، بينما هو في مواجه الجمهور، يعرض العلم الآخر بالجهة اليسرى للمتحدث (يمين الجمهور).
- عند عرض العلم على السيارة، يجب أن تثبت السارية في الهيكل أو في الجهة اليمنى لحاجز الاصطدام.
- عند تعليق العلم في النافذة، يكون اللون الأسود في جهة السارية واللون الأخضر في الأعلى بالنسبة للمشاهد إليه من الشارع.

## طوابع البريد على علم الكويت
في يوم 25 فبراير 1960 تم إصدار طابعان بريديان بمناسبة عيد جلوس الشيخ عبد الله السالم الصباح، الأول كان أخضر اللون وعليه علم الكويت وهو من فئة 40 بيزة والثاني أزرق اللون وعليه علم الكويت وهو من فئة 60 بيزة.

## أكبر علم في العالم

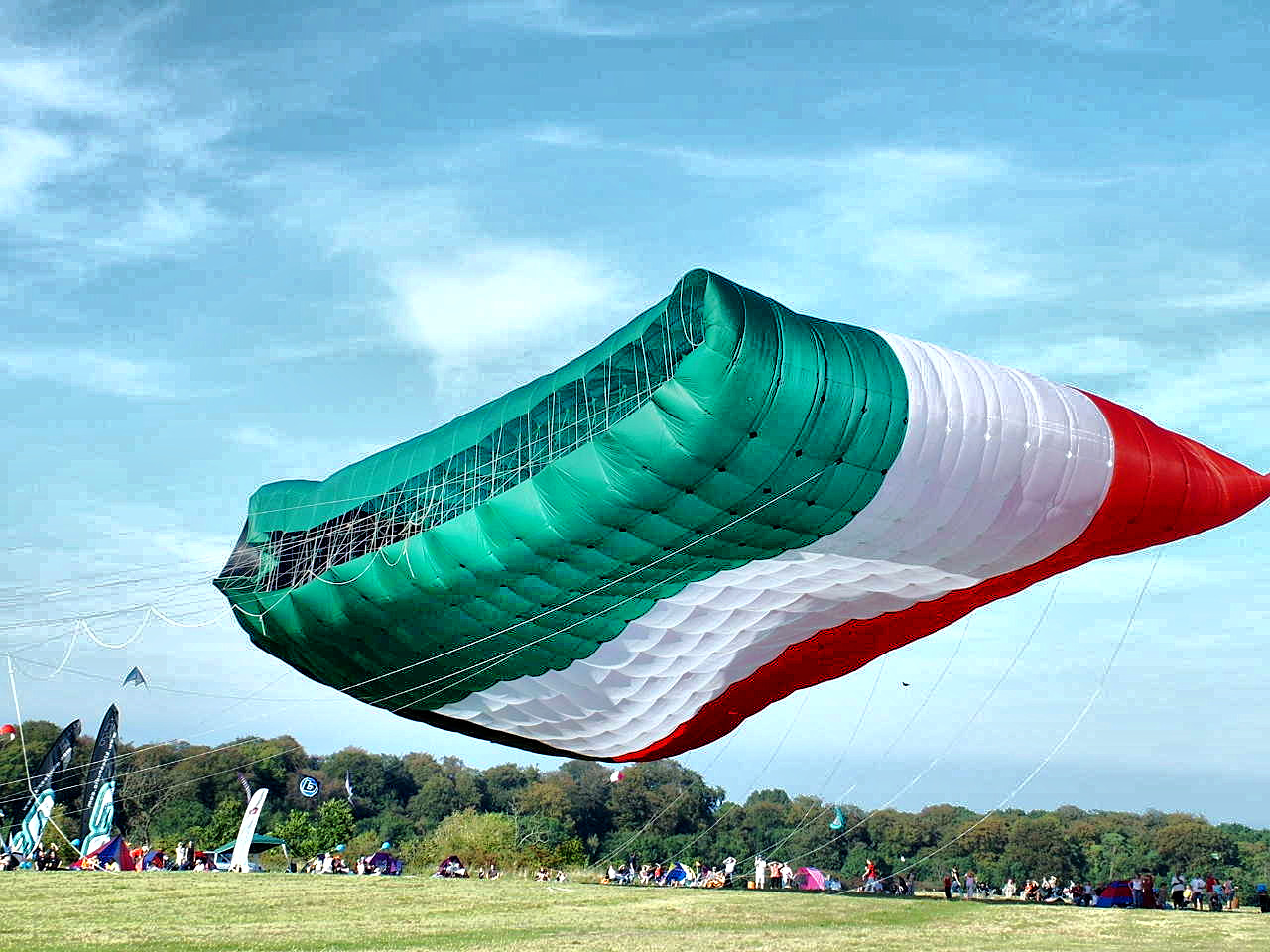
أكبر طائرة في العالم على شكل علم الكويت

في يوم 29 أغسطس 2004  قام فريق كويتي - أسسه السيد عبد الرحمن شيخان الفارسي - بإطلاق أضخم وأكبر طائرة ورقية على شكل علم دولة الكويت وذلك في سماء مدينة بورتسموث على هامش مهرجان بورتسموث للطائرات الورقية الذي يشارك فيه المئات من الهواة والمحترفين وذلك على الساحل الجنوبي لبريطانيا في محاولة لتسجيل رقم قياسي في موسوعة غينيس كأكبر طائرة ورقية تحمل شكل علم دولة. وقد حلقت الطائرة التي يبلغ حجمها 1050 مترا مربعا لمدة أربع ساعات تقريبا، يبلغ طول الطائرة 25 مترا وعرضها 42 مترا فيما تطلب لتثبيتها في وضع التحليق أربعة حبال ضخمة ثبتت على سيارات من النوع الكبير يتحمل كل حبل منها قوة 25 طنا.
تم تصنيعها في نيوزيلندا على يد سبعة من المتخصصين واستغرق العمل عليها حوالي 750 ساعة حتى يمكنها التحليق حتى ارتفاع 30 مترا في الهواء، في حين يبلغ وزن الطائرة الإجمالي 180 كيلوجراماً، فيما بلغت كلفة التصنيع 75 ألف دولار نيوزلندي أي ما يعادل حوالي 12 ألف دينار كويتي.

## قائمة صور أعلام الكويت

علم السليمي 1871-1762
رفع علم اثناء زيارة اللورد كيرزون 1903
علم اقترح لكنه لم يرفع 1905
علم اقترح لكنه لم يرفع 1906
1914-1921
علم معركة الجهراء 1920
1921-1940
1940-1961
1961 - الآن

## قائمة صور أعلام الكويت الأميرية

علم أميري 1940-1921
علم أميري 1956-1940
علم أميري 1961-1956
علم أميري 1961 - الآن